# Bernhard Schmid (Organist, 1567)
Bernhard Schmid, auch Bernhard Schmid der Jüngere (getauft 1. April 1567 in Straßburg; † vor dem 5. November 1625 ebenda) war ein elsässischer Komponist, Organist und Musikherausgeber der späten Renaissance.

## Leben und Wirken
Bernhard Schmid der Jüngere war der Sohn von Bernhard Schmid dem Älteren. Er besuchte wahrscheinlich die Schulen in Straßburg und bekam seine musikalische Ausbildung von seinem Vater. Der erste direkte Beleg über ihn ist sein Organistendienst bei einem Vespergottesdienst in der St.-Niklaus-Kirche in Undis 1584. Von 1589 bis 1592 übernahm er von seinem Vater die Organistenstelle an der Straßburger Thomaskirche und ab 1592, nach dem Tod seines Vaters, die gleiche Funktion am Münster dieser Stadt. Bernhard hatte am 28. Juli 1590 Barbara Stumpff geheiratet, die Tochter des Küsters der Thomaskirche; er vermählte sich in zweiter Ehe am 14. November 1611 mit Maria Mers, der Witwe eines Goldschmieds.
Neben seiner Organistentätigkeit am Münster wirkte er zusätzlich als Organist und Verwalter der örtlichen Predigerkirche. Auch wurde er, wie sein Vater, wegen verschiedener Reparaturen bzw. Verbesserungen an den Orgeln von Straßburger Kirchen hinzugezogen; so befindet sich in den Akten des Straßburger Stadtarchivs eine Liste der von ihm vorgeschlagenen Änderungen an der Orgel des Münsters. Im Jahr 1614 erfolgte seine Wahl zum Mitglied des Straßburger Stadtrats. Auf seinem Familienwappen befindet sich der Spruch: Qui not amat musicum / Plag S. Veitstanz et Podagram („Wer die Musik nicht liebt, den plage der Veitstanz und die Gicht“). Das genaue Datum seines Ablebens ist nicht bekannt; es gibt nur den Hinweis, dass am 5. November 1625 ein Nachfolger für den bisherigen Domorganisten ernannt wurde, der als defunctus („verstorben“) bezeichnet wurde.

## Bedeutung
Die von Bernhard Schmid dem Jüngeren herausgegebene Sammlung Tabulatur Buch von allerhand […] Praeludijs, Toccaten, Motetten […] beinhaltet mehrheitlich Werke von italienischen Komponisten in der Schreibweise der neueren deutschen Orgeltabulatur. Die Vorlagen, zum großen Teil bearbeitete Vokalmusik, sind auf typisch deutsche Weise koloriert. In seinem Vorwort schreibt der Herausgeber, dass die Werke nicht nur für erfahrene Spieler gedacht seien, sondern teilweise auch für Anfänger und für seine eigenen Schüler. Es solle neu und zeitgemäß sein, deshalb habe er auch keine Neuauflage der Sammlung seines Vaters veranlasst.
Am Anfang der Sammlung stehen zweiundzwanzig Intonationen von Giovanni Gabrieli und acht von Andrea Gabrieli. Es schließen sich sechs Toccaten von Andrea und Giovanni Gabrieli, Girolamo Diruta und Claudio Merulo an. Die darauf folgenden intavolierten Motetten stammen von folgenden Komponisten: Hans Leo Haßler, T. Massiano, Flaminio Tresti (um 1560 – nach 1613), Christian Erbach, Francesco Bianchiardi (1570–1607), B. Morelli, Gregor Aichinger, M. Sambucci, Pierre Bonhomme und Friedrich Weißensee. Die Sammlung setzt sich fort mit 16 italienischen Gesängen von Hans Leo Haßler, Ruggiero Giovannelli, Paolo Quagliati, Francesco Soriano, Giovanni Gabrieli, V. dal Pozzo, Cipriano de Rore, Luca Marenzio, G. M. Orlandini, Orazio Vecchi und Alessandro Striggio dem Älteren. Am Ende des Werks stehen zwölf Fugen, ebenfalls koloriert, die er Canzoni alla francese nennt; sie stammen von Cristofano Malvezzi, Florentio Maschera, Giovanni Gabrieli, Antonio Mortaro (um 1570–1619), Adriano Banchieri, Francesco Soriano, G. Brignoli und Orazio Vecchi, außerdem noch zwei Passamezzi und zwölf Galliarden.
In dieser Sammlung zeigt sich der direkte Einfluss der italienischen Musik auf die deutschen Tonsetzer des frühen 17. Jahrhunderts, außerdem beinhaltet sie Musikbeispiele von Schmids zeitgenössischer Verzierungspraxis, die dieser souverän beherrschte. Die Sammlung als Ganzes stellt einen wichtigen Entwicklungsschritt der Instrumentalmusik dar. Sie ist aber auch ein gutes Beispiel für das damalige originale Repertoire für Tasteninstrumente.

## Werke
- Bernhard Schmid der Jüngere (Hrsg.): Tabulatur Buch von allerhand außerlesnen, Schönen, Lieblichen Preludijs, Toccaten, Motetten, Canzonetten, Madrigalien und Fugen von 4. 5. und 6. Stimmen: deßgleichen künstlichen Passomezen und Gagliarden. So von den berühmbtsten und besten Componisten und Organisten, Deutsch und Welscher Landen Componirt worden. Straßburg 1607.

### Ausgabe
- Tabulatur Buch […] Faksimile. Bologna 1969 (= Biblioteca musica bononiensis. Nr. IV,52).